# شهرداری‌های برزیل

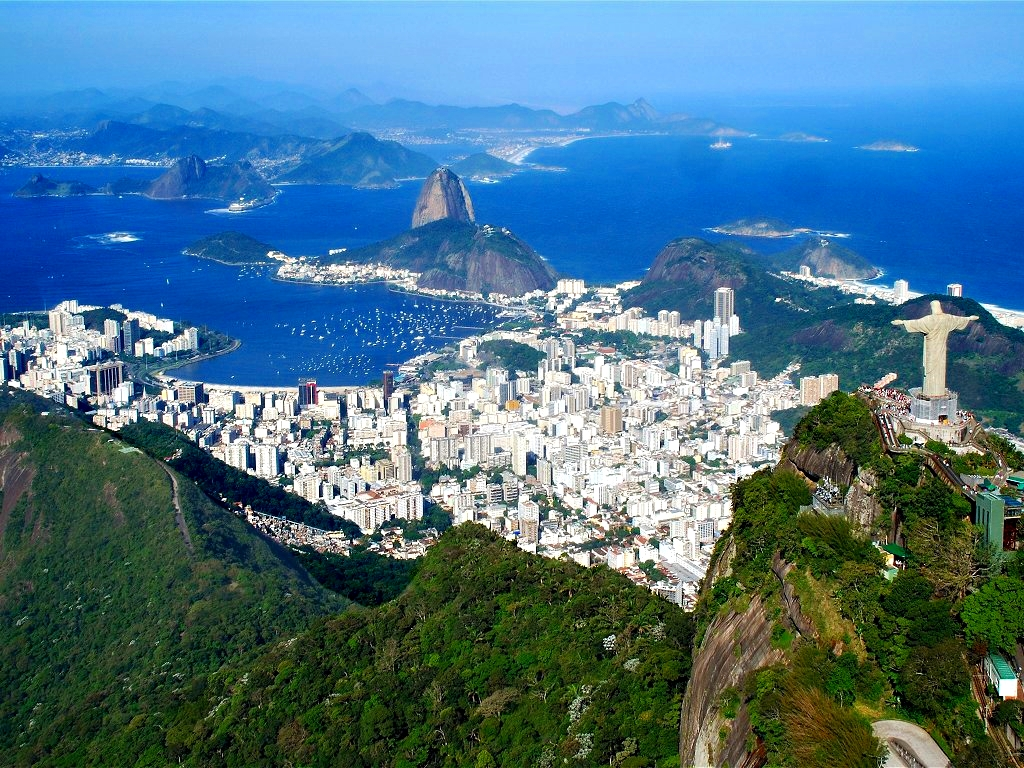
شهرداری‌های برزیل

شهرداری‌های برزیل (پرتغالی: municípios do Brasil) تقسیمات کشوری ایالت‌های برزیل است. در حال حاضر برزیل دارای ۵٬۵۷۰ شهرداری، بامتوسط جمعیت ۳۴٬۳۶۱ نفری است. به‌طور متوسط هر ایالت دارای ۲۱۴ شهرداری است. ایالت رورایما با دارا بودن ۱۵ عدد کمترین و ایالت مینا ژرایس با ۸۵۳ عدد بیشترین تعداد شهرداری را به خود اختصاص داده‌است.